# 罗苏瓦
罗苏瓦（法語：Rosoy，法語發音：[ʁozwa]）是法国勃艮第-弗朗什-孔泰大区约讷省的一个市镇，属于桑斯区。

## 历史
罗苏瓦于1973年并入桑斯，后于2008年2月12日恢复为独立市镇。

## 地理
罗苏瓦（48°9'2"N, 3°18'43"E）面积5.96 平方千米，位于法国勃艮第-弗朗什-孔泰大區约讷省，该省份为法国中北部内陆省份，西接卢瓦雷省，西北接塞纳-马恩省，南至涅夫勒省，东临科多尔省，东北与奥布省接壤。
与罗苏瓦接壤的市镇（或旧市镇、城区）包括：桑斯、韦龙、埃蒂尼、格龙、马约、大马莱。
罗苏瓦的时区为UTC+01:00、UTC+02:00（夏令时）。

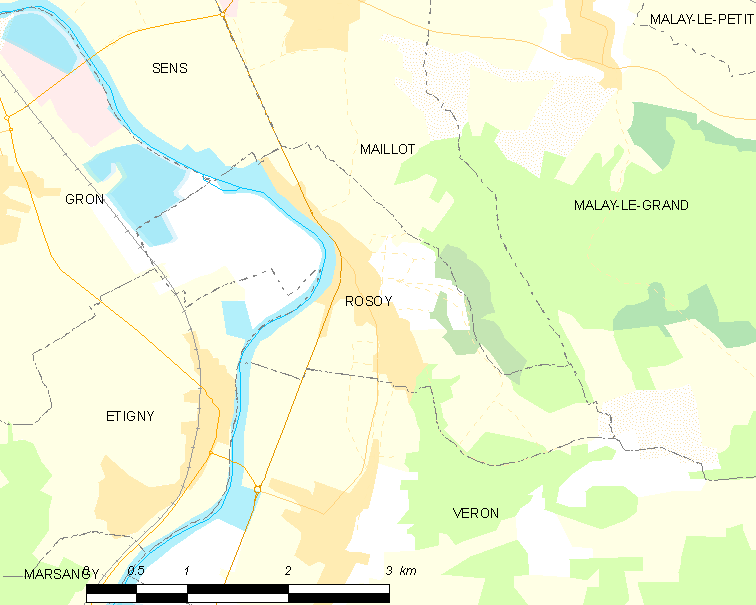
罗苏瓦的OSM定位图

## 行政
罗苏瓦的邮政编码为89100，INSEE市镇编码为89326。

## 政治
罗苏瓦所属的省级选区为桑斯第二县。

## 人口

1962-2008年间罗苏瓦人口变化图示

罗苏瓦于2022年1月1日时的人口数量为1077人。